# La tranquillità
La tranquillità (Spokój) è un film per la televisione del 1976 diretto da Krzysztof Kieślowski uscito nel 1980.